# Leonhard Goffiné

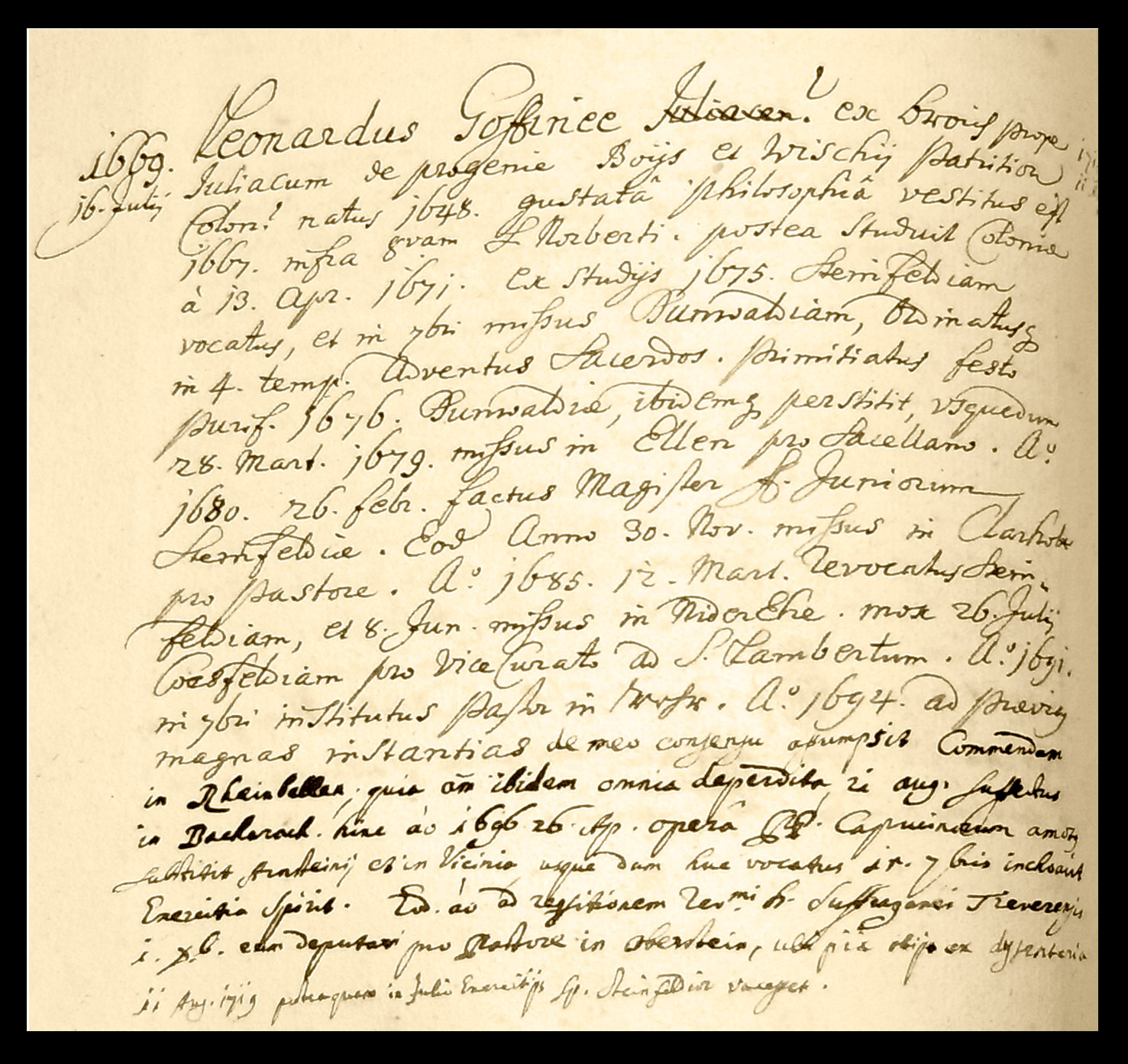
Seite aus dem Konventualenverzeichnis der Abtei Steinfeld 1541 bis 1796 mit den Lebensdaten von Leonhard Goffiné

Leonhard Goffiné OPraem (* 6. Dezember 1648 in Broich bei Jülich; † 11. August 1719 in Oberstein) war Prämonstratenser-Chorherr in der Abtei Steinfeld/Eifel und religiöser Volksschriftsteller. Er verfasste eine volkstümliche Handpostille, die mit mehr als 120 Auflagen und Übersetzungen in zahlreiche Sprachen zu den verbreitetsten religiösen Schriften der Weltliteratur zählt.

## Leben
Leonhard Goffiné wurde am 6. Dezember 1648 in Broich bei Jülich geboren. Seine Eltern waren Gertrud Bois und Johann Goffiné. Nach Backmund ist der Name Goffiné wallonischen Ursprungs. Die Mutter stammte aus dem kölnischen Patriziergeschlecht Bois und Wisch.
Sein Wirken als Ordensgeistlicher ist im Konventualenverzeichnis der Abtei Steinfeld aufgezeichnet. Danach trat er 1667 in den Prämonstratenser-Konvent des Klosters Steinfeld/Eifel ein und legte am 16. Juli 1669 seine Profess ab. Von 1671 bis 1675 studierte er am Collegium Norbertinum und der alten Universität Köln Theologie und wurde im Dezember 1675 zum Priester geweiht. Seine Primiz feierte er am Fest Mariä Lichtmess des folgenden Jahres im Prämonstratenserinnen-Stift Dünnwald bei Köln. In diesem unter der Paternität des Abtes von Steinfeld stehenden Priorat hatte Goffiné seine zweijährige Novizenzeit absolviert. Nach seiner Priesterweihe war er hier und im Prämonstratenserinnenkloster Ellen bei Niederzier, Kreis Düren als Kaplan tätig. Am 26. Februar 1680 wurde er Novizenmeister der Abtei Steinfeld.
Sein seelsorgliches Einsatzfeld erstreckte sich über die ganze Prämonstratenser-Zirkarie Westfalen. Ende 1680 wurde er von Abt Theodor Firmenich als Pastor nach Clarholz bei Gütersloh abgeordnet. Weitere Stellen als Pastor bis 1696 waren Niederehe, Coesfeld, Wehr (Eifel), Rheinböllen und Bacharach. Zwischenzeitlich wurde er mehrfach als Exerzitienmeister nach Steinfeld zurückgerufen. Leonhard Goffiné starb am 11. August 1719 in Oberstein an einer entzündlichen Darmerkrankung.
In Köln-Dünnwald ist der Goffineweg nach ihm benannt.

## Werke

Titel der Handpostille von Leonhard Goffiné in der Ausgabe von 1818

### Handpostille
Goffiné ist bekannt durch seine volkstümliche Handpostille, eine Erklärung der Sonntagsepisteln und -evangelien in Fragen und Antworten.
Der Originaltitel lautet Hauspostill oder Christ-Catholische Unterrichtungen von allen Sonn- und Feyr-Tagen des gantzen Jahrs und wurde 1690 in Mainz gedruckt. Sie ist in Goffinés Zeit als Vizekurat in Coesfeld (1681–1691) entstanden. Die erste kirchliche Druckerlaubnis stammt schon aus dem Jahre 1687. Die Drucklegung der ersten Ausgabe geschah im Jahr 1690 in Mainz. Sie ist nicht erhalten geblieben. Schon zu seinen Lebzeiten fand die Hauspostille weite Verbreitung, 1710 erschien bereits der sechste Druck in Köln. Allein im 18. und 19. Jahrhundert haben mindestens 22 Verlage Goffinés Handpostille verlegt.
Nach 1746 wurde die Handpostille umgearbeitet und dem neuen Missale Romanum angepasst. Die ersten Drucke der neuen Auflage erschienen 1780 und 1782 in Bamberg und Augsburg. Mit heute über 120 Auflagen zählt das Werk des Steinfelder Prämonstratenser-Chorherren zu den verbreitetsten Werken der Weltliteratur.

### Weitere Werke
Schon 1679 fasste Goffiné den Entschluss, seine aufgezeichneten Predigten zu veröffentlichen. Daraus entstanden unter dem Titel Seelenlicht zwei Bände mit Sonn- und Feiertagspredigten, die 1705 bei Johann Christoph Lochner in Nürnberg gedruckt wurden.
Wahrscheinlich in Zusammenhang mit seiner Aufgabe, geistliche Exerzitien für seine Mitbrüder durchzuführen, entstand eine Schrift mit dem Titel Außlegung der Regul des Glorwürdigen Vatters und Kirchen-Lehrers Augustini, die 1692 in Köln bei Meucher gedruckt wurde. Darin erläutert und interpretiert Goffiné die Ordensregeln des Hl. Augustinus, nach denen die Prämonstratenser als Regularkanoniker ihr gemeinschaftliches geistliches Leben gestalten.
- Trostbuch in Trübsalen, Köln 1695;
- Cibus animae matutinalis, Köln 1705;(Gebetssammlung)

In den letzten Lebensjahren erscheinen mehrere kleinere Schriften:
- Erklärung des Katechismus von Petrus Canisius, Köln 1712;
- Lehre Christi, Köln 1715;
- Kleiner Katechismus für die Jugend, Köln 1717;
- Der Wächter des göttlichen Wortes, Köln 1718;
- Praxes sacrae seu modus explicandi caeremonias per annum, Frankfurt 1719. (Erklärung der kirchlichen Weihehandlungen und Zeremonien)